# Micrastur mintoni
Micrastur mintoni е вид птица от семейство Соколови (Falconidae).

## Разпространение
Видът е разпространен в Боливия и Бразилия.